# Клузев
Клузев (укр. Клузів) — село в Угриновской сельской общине Ивано-Франковского района Ивано-Франковской области Украины.
Население по переписи 2001 года составляло 323 человека. Занимает площадь 3,88 км². Почтовый индекс — 77423. Телефонный код — 03436.